# ミロシュ・ルス
ミロシュ・ルス（スロベニア語: Miloš Rus, 1962年4月4日 - ）は、スロベニア（旧ユーゴスラビア）出身の元サッカー選手、サッカー指導者。

## 来歴
NKオリンピア・リュブリャナなど4クラブで選手として10年間プレーし、1990年限りで現役を引退した。
同年から指導者の道へ進み、1996年にはスロベニア代表のアシスタントコーチ（GKコーチ)を務めた。1997年にブランメル仙台（ベガルタ仙台の前身）のゴールキーパーコーチに就任。監督のブランコ・エルスナーが辞任したことに伴い、7月2日に監督に就任し、同年のシーズン終了まで指揮を取った。
2001年から2005年までスロベニア代表U-19・U-18の監督、2006年にFCザグレブの監督、2009年から2012年までスロベニア代表U-17・U-18監督を歴任した。また、2005年に「UEFAプロ・ディプロマ」のライセンスを取得した。
2014年12月、横浜FCの監督に就任した。
2015年9月、成績不振および体調不良を理由に横浜FCの監督を辞任した。
2015年12月、横浜FCの2度目の監督就任が発表された。
2016年6月、不整脈の治療専念により、横浜FC監督を辞任。

## 選手歴
- 1980年 - 1983年  NKオリンピア・リュブリャナ[1]
- 1984年 - 1986年  FCスロヴァン（英語版）[1]
- 1987年  FCエラン[1]
- 1988年 - 1990年  FCアイゼンカペル[1]

## 指導歴
- 1990年 - 1992年  SV SAC 監督[1]
- 1992年 - 1994年  FCアイゼンカペル 監督[1]
- 1994年 - 1995年  スロベニア代表U-21・U-20 アシスタントコーチ[1]
- 1995年 - 1996年  NKオリンピア・リュブリャナ アシスタントコーチ[1]
- 1996年  スロベニア代表 アシスタントコーチ[1]
- 1997年  ブランメル仙台 GKコーチ[1]
- 1997年  ブランメル仙台 監督[1]
- 1998年  FC SETヴェヴチェ（英語版） 監督[1]
- 1998年 - 2000年  スロベニア代表U-21・U-20 アシスタントコーチ[1]
- 1999年  FCファクトール 監督[1]
- 2001年 - 2005年  スロベニア代表U-19・U-18 監督[1]
- 2006年  FCザグレブ 監督[1]
- 2007年 - 2008年  FC MIK CMツェリェ ユースアカデミーディレクター[1]
- 2009年 - 2012年  スロベニア代表U-17・U-18 監督[1]
- 2012年 - 2013年  FCファクトール 監督[1]
- 2014年  クルカ・ノヴォ・メスト 監督[1]
- 2015年 - 2015年9月  横浜FC 監督[1]
- 2016年 -  2016年6月  横浜FC 監督
- 2017年  NDビリェ（英語版） 監督

## 監督成績
| 年度   | クラブ | 所属   | リーグ戦 | リーグ戦 | リーグ戦 | リーグ戦 | リーグ戦 | リーグ戦 | カップ戦   | カップ戦  |
| 年度   | クラブ | 所属   | 順位     | 勝点     | 試合     | 勝       | 分       | 敗       | ナビスコ杯 | 天皇杯    |
| ------ | ------ | ------ | -------- | -------- | -------- | -------- | -------- | -------- | ---------- | --------- |
| 1997   | B仙台  | JFL    | -        | -        | 20*      | 12       | -        | 8        | -          | -         |
| 2015   | 横浜FC | J2     | -        | 35       | 31       | 9        | 8        | 14       | -          | 2回戦敗退 |
| 2016   | 横浜FC | J2     | -        | 19       | 15       | 5        | 4        | 6        | -          | -         |
| 総通算 | 総通算 | 総通算 | -        | -        | 66       | 26       | 12       | 28       | -          | -         |

* 第11節から監督に昇格。